# Roman Romanowitsch Romantschuk

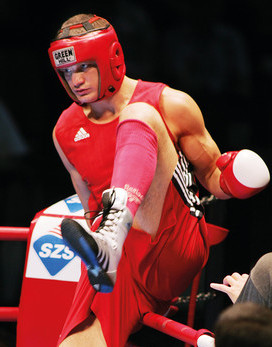
Roman Romanowitsch Romantschuk

Roman Romanowitsch Romantschuk (russisch Роман Романович Романчук; * 3. Juni 1979 in Stryj, Ukrainische SSR, Sowjetunion; † 8. September 2016 in Odessa, Ukraine) war ein russischer Amateurboxer ukrainischer Herkunft.

## Laufbahn
Rechtsausleger Romantschuk, dessen Vater auch ein erfolgreicher Amateurboxer war, wurde 1995 ukrainischer Meister, bevor er die russische Staatsbürgerschaft annahm. 2004 und 2006 wurde er russischer Meister im Schwergewicht (bis 91 kg). In den Jahren 2002 und 2003 hatte er den zweiten Platz belegt, nachdem er im Finale jeweils gegen einen weiteren Rechtsausleger Alexander Alexejew verloren hatte.
Da sein Rivale Alexejew bei internationalen Höhepunkten der russische Vertreter im Schwergewicht war, wurde Romantschuk zunächst nur für wenige bedeutende Turniere nominiert. Im Jahr 2002 belegte er als Halbschwergewichtler beim Weltcup in Astana mit der russischen Nationalstaffel den dritten Platz.
2005 nahm er an der Weltmeisterschaft in Mianyang teil. Er trat dort als Ersatzmann des an Krebs erkrankten Islam Timursijew in der Superschwergewichtsklasse an und wurde Zweiter. Er besiegte dort unter anderem im Viertelfinale Rustam Saidov und im Halbfinale Roberto Cammarelle. Im Finale musste er sich allerdings Odlanier Solís geschlagen geben, obwohl er den Kubaner in zwei vorherigen Begegnungen, im Finale von Amateurturnieren in Bulgarien 2003 sowie Tschechien 2004, jeweils hatte besiegen können.
Nach der Weltmeisterschaft wechselte Alexejew in das Profilager und Romantschuk wurde daraufhin der russische Vertreter bis 91 kg (Timursijew war wieder genesen und belegte den Platz in der offenen Klasse). Bei der Europameisterschaft 2006 in Plowdiw drang er dann in der Schwergewichtsklasse mit drei vorzeitigen Siegen, unter anderem in der Vorschlussrunde gegen Alexander Powernow, in den Endkampf vor und galt als klarer Favorit auf den Titelgewinn. Sein Gegner, Überraschungsfinalist Denys Pojazyka aus der Ukraine, konnte den Kampf jedoch durch Abbruch in der dritten Runde für sich entscheiden und den Titel gewinnen. Bei den russischen Meisterschaften 2007 unterlag er im Finale überraschend Rachim Tschakchijew 25:28 und wurde daraufhin nicht für die Weltmeisterschaft 2007 nominiert.
In der Vorbereitung auf die Olympischen Spiele 2008 absolvierte die russische Olympiamannschaft ein Trainingslager in Wladiwostok, an dem Romantschuk als Trainingspartner für die qualifizierten Boxer teilnahm. Bei dem Besuch einer Nachtbar geriet der alkoholisierte Romantschuk am Morgen des 28. Juli 2008 mit dem 22-jährigen einheimischen Oleg Meschkow in Streit. Meschkow, der eine Pistole mit Gummigeschossen mit sich führte, zog im Verlauf der Auseinandersetzung die Waffe, feuerte auf Romantschuk und verletzte ihn am Kopf. Romantschuk entriss ihm daraufhin die Waffe, schoss zurück und verursachte dadurch eine schwere Kopfverletzung. Die alarmierte Polizei verhaftete daraufhin Romantschuk. Meschkow wurde in ein Krankenhaus eingeliefert, erlag aber wenig später seiner Verletzung. Im März 2009 wurde Romantschuk wegen fahrlässiger Tötung zu 14 Monaten Haft verurteilt, da er bei dem Vorfall die Grenzen der Notwehr überschritten habe.
Am 8. September 2016 starb Romantschuk im Alter von 37 Jahren an einem Herzinfarkt.